# Georgisches Institut in Athen
Das Georgische Institut in Athen (griechisch Γεωργιανό Ινστιτούτο Αθηνών, englisch Georgian Institute at Athens) ist eines von 17 ausländischen archäologischen Instituten in Griechenland, die alle ihren Hauptsitz in Athen haben.
Das Institut wurde 1998 vom griechischen Kultusministerium in den Rang einer „Archäologischen Schule“ erhoben. Es war die erste georgische Institution im Ausland. Die Aufgaben des Instituts decken alle Aspekte des griechisch-georgischen Kulturaustauschs ab, die wissenschaftlichen Forschungen richten sich nicht allein auf die Archäologie. Direktor des Instituts ist derzeit Avtandil Mikaberidze.